# 명성, 그 6일의 기록
"명성, 그 6일의 기록"(The Six Day Fight in Myong Dong Cathedral)는 한국에서 제작된 김동원 감독의 1997년 다큐멘터리 영화이다.
제2회 부산국제영화제에서 김동원 감독이 선재상을 받았다.

## 기타
- 조감독: 이상엽